# De drie Maria's aan het graf
De drie Maria's aan het graf is een schilderij uit de kring rond Jan van Eyck in het Museum Boijmans Van Beuningen in Rotterdam. Het schilderij stelt de drie Maria's voor, bij het lege graf van Jezus.

## Voorstelling
Op het schilderij zijn de drie Maria's afgebeeld: de heilige maagd Maria (traditioneel in blauw gewaad), Maria Magdalena en Maria Salomé, die volgens Markus 16 na de begrafenis van Christus naar zijn graf gingen om zijn lichaam te zalven. Bij het graf aangekomen, bleek de zware grafsteen verdwenen. In het graf zagen zij een engel, die zei dat Christus is herrezen. Op het schilderij dragen de Maria's rijkversierde zalfpotten. De soldaten die het graf bewaakten zijn in slaap gevallen.
In het landschap op de achtergrond is de stad Jeruzalem afgebeeld. De stad is redelijk natuurgetrouw weergegeven. De Heilig Grafkerk links, bijvoorbeeld, is op de juiste manier geplaatst ten opzichte van de Rotskoepel in het midden. Uit archiefstukken blijkt dat in 1426 Filips de Goede, hertog van Bourgondië, aan Jan van Eyck opdracht gaf om in zijn plaats op bedevaart te gaan naar een niet nader omschreven bestemming. Omdat de hertog later verklaarde op kruistocht te willen gaan, is er reden om aan te nemen dat Van Eycks bedevaart naar het Heilige Land voer.
Het schilderij is waarschijnlijk een fragment van een groter geheel, mogelijk een altaarstuk met voorstellingen uit het leven van Maria. Het wapen rechtsonder (bestaande uit een keper en drie schelpen) is dat van de Zuid-Nederlandse familie Van den Clyte/Van Komen.

## Toeschrijving
Het werk draagt op de lijst de inscriptie ‘.A´C.IXH.XAN’, dat staat voor ‘Als ich can’ en ‘Als Eyck can’. Het schilderij werd traditioneel toegeschreven aan de in 1426 overleden Hubert van Eyck, maar later onderzoek wees uit dat het werk veeleer uit de jaren 1430 dateert. Een toeschrijving aan Jan van Eyck en zijn atelier lijkt het waarschijnlijkst.

## Restauraties
Volgens aantekeningen van kunsthistoricus Max Friedländer werd het werk in 1946 schoongemaakt door conservator Jef Van der Veken in Brussel. In 2012 werd het gerestaureerd.

## Herkomst

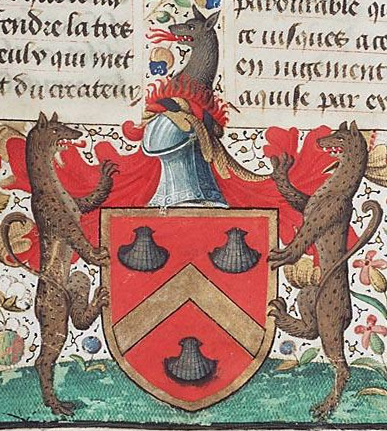
Wapen van Filips van Komen.

Afgaande op het familiewapen rechtsonder was een van de eerste bezitters van het werk, Filips van Komen, die werkte voor de hertog van Bourgondië en later overliep naar de koning van Frankrijk. Op 4 mei 1770 komt het mogelijk voor in de veilingcatalogus van de verkoping van de verzameling van Jacques Winckelman bij veilinghuis De Cock in Brugge (als ‘Un grand Tableau anticq, représentant les trois mages, par Hemmelyck, haut 4. p.[ieds] 4. p.[ouces] large 6. pieds.’). Later was het in het bezit van Bernard Bauwens in Brugge, wiens verzameling op 8 augustus 1826 geveild werd in Brugge – volgens kunsthistoricus William Henry James Weale aan een onbekende kunsthandelaar. Volgens de tentoonstellingscatalogus van de National Loan Exhibition in 1909-1910 in Londen werd het in 1854 geveild op een verder niet met naam genoemde verkoping. Op 26-27 januari 1872 werd het geveild op de verkoping van de verzameling van ‘William Middleton, Esq. deceased, received from Brussels’ bij veilinghuis Christie's in Londen. De koper, een zekere Mr. Johnson, verkocht het door aan de Londense verzamelaar John Charles Robinson. Roberson verkocht het op zijn beurt in 1872 of 1873 aan Francis Cook, eigenaar van Doughty House in Richmond. Het bleef in het bezit van de familie Cook tot het overlijden in 1939 van Herbert Cook. Op 30 april 1940 werd het voor 250.000 pond gekocht door Daniël George van Beuningen. Deze liet het in 1958 na aan het Museum Boijmans Van Beuningen.